# Monumento a Maisonnave

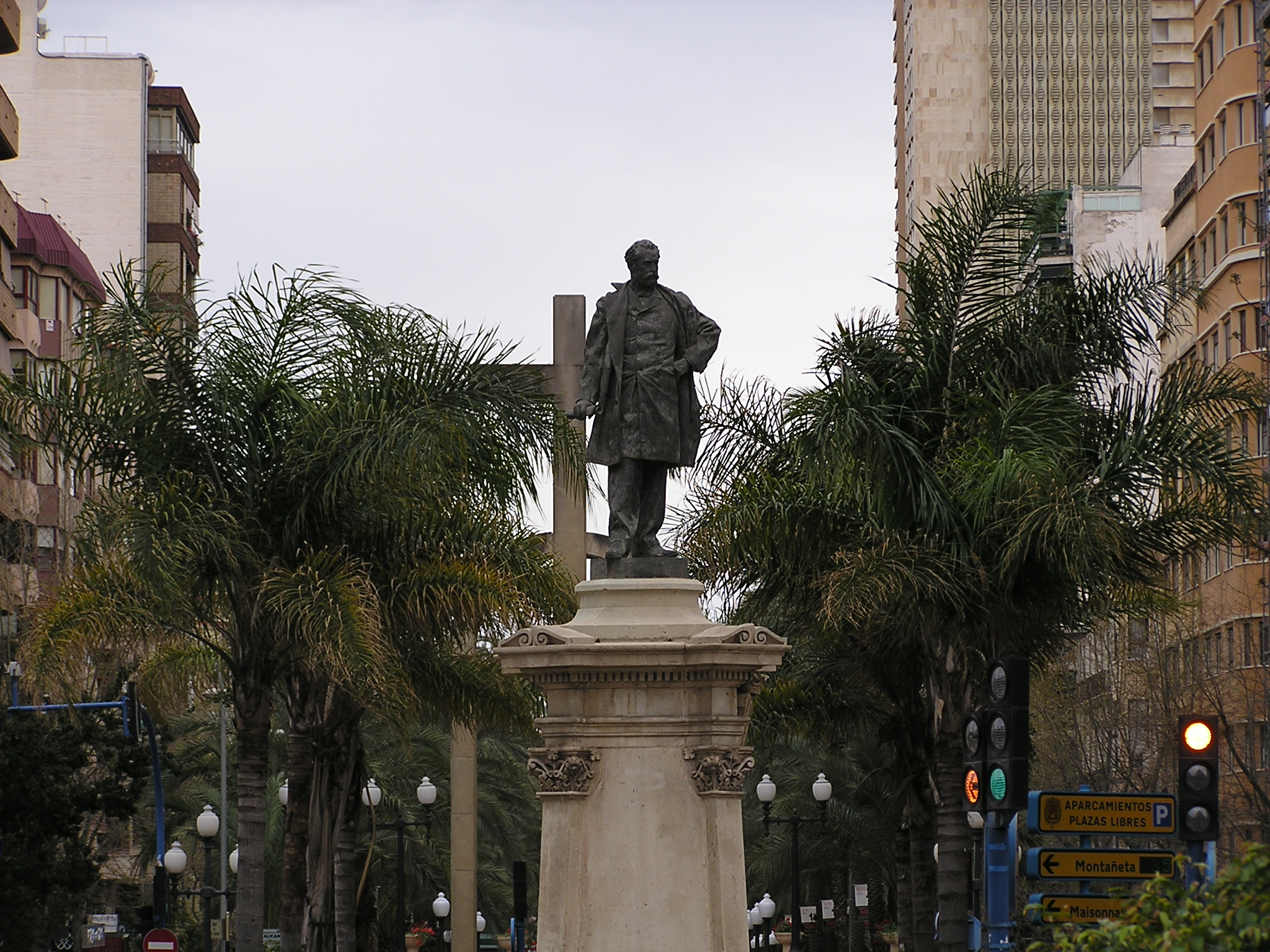
Monumento a Maisonnave

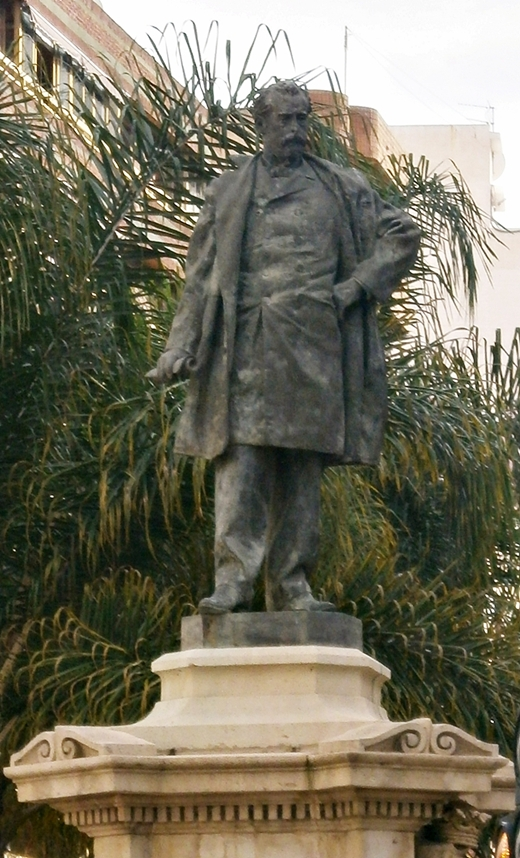
Escultura del monumento, obra de Vicente Bañuls

El monumento a Eleuterio Maisonnave y Cutayar se ubica en la avenida Maisonnave, en Alicante, España. Representa a Eleuterio Maisonnave, quien fue el primer alcalde de Alicante elegido por sufragio universal (masculino), así como ministro de la Gobernación durante la Primera República Española y fundador de la primera caja de ahorros de la ciudad de Alicante.
Consta de una estatua exenta en bronce fundido, obra del escultor alicantino Vicente Bañuls, y de un pedestal de piedra pulida, obra de José Guardiola Picó. Fue inaugurado en  1895. Originalmente fue instalado en un lugar próximo al que ocupa actualmente, aunque posteriormente fue trasladado a la cercana plaza de Calvo Sotelo.